# Whitey Hughes
Robert James „Whitey“ Hughes (* 9. November 1920 in Arkoma, Oklahoma; † 7. Juli 2009 in Arizona) war ein US-amerikanischer Stuntman und Schauspieler.

## Leben
Hughes kam mit seiner Familie 1936 nach Kalifornien und arbeitete zunächst in der Lebensmittelbranche. Durch seine Kenntnisse im Reiten und rund um eine Farm wurde er Mitte der 1940er-Jahre zum Mitarbeiter bei Filmprojekten; 1947 wurde er Mitglied der Screen Actors Guild. Er arbeitete an zahllosen Szenen für Western als Stuntman; gelegentlich erhielt er auch Nebenrollen in den Filmen, für die er eingesetzt wurde, so beispielsweise in dem biografischen Filmdrama Gefährtin seines Lebens (The President’s Lady) von 1953, das das Leben des siebten amerikanischen Präsidenten Andrew Jackson thematisiert. Aufgrund seiner geringen Größe (1,68 m) doubelte er auch oft Frauen. Nahezu alle bedeutenden Fernseh-Western-Serien nahmen seine Hilfe in Anspruch.
Auch nach Abebben der Hochzeit für Western wurde er viel beschäftigt; einer seiner letzten Filme war der Blockbuster Men in Black.

## Filmografie (Auswahl)
- 1952: Mann gegen Mann (Lone Star)
- 1952: Stärker als Ketten (Carbine Williams)
- 1952: Buffalo Bill und der Indianerhäuptling (Buffalo Bill in Tomahawk Territory)
- 1953: Hängt ihn (Vigilante Terror)
- 1953: Morgen wirst du gekillt, Johnny (Rebel City)
- 1953: Der brennende Pfeil (The Charge At Feather River)
- 1962: Das letzte Kommando (Geronimo)